# Барендрегт, Хенк
Хенк Барендрегт (Хендрик Питер Барендрегт, нидерл. Hendrik Pieter Barendregt; родился 18 декабря 1947 года) — нидерландский математик и логик, исследователь λ-исчисления и теории типов, автор λ-куба. Профессор, заведующий кафедрой оснований математики и информатики Университета Неймегена.

## Биография
Родился в 1947 году в Амстердаме. В 1952—1965 годы учился в образовательных учреждениях, использующих систему Монтессори. В 1967 году окончил Утрехтский университет по классу математической логики, получив степень магистра. В 1971 году под руководством Дирка ван Далена (нидерл. Dirk van Dalen) и Георга Крайзеля (нем. Georg Kreisel) защитил докторскую диссертацию (Ph. D.) по экстенсиональным моделям λ-исчисления и комбинаторной логики.
После защиты диссертации в 1971—1972 годах работал исследователем в Стэнфордском университете. С 1972 по 1986 год занимал профессорские должности в Утрехтском университете. С 1986 года — профессор Университета Неймегена, заведующий кафедрой оснований математики и информатики. В разное время работал на приглашённых позициях в Дармштадтском техническом университете, Швейцарской высшей технической школе Цюриха, Университете Карнеги — Меллон, Киотском университете, Сиенском университете.
Увлекается буддизмом и медитацией, публикует статьи о медитации в психологических и научно-популярных журналах.

## Научная и редакционная работа
Результаты начала 1970-х годов относятся к нормальным формам в λ-исчислении и реализуемости в комбинаторной логике. Труды второй половины 1970-х годов посвящены вопросам моделей λ-исчисления. Известность получил в 1981 году после выхода монографии «Ламбда-исчисление. Его синтаксис и семантика», дважды переиздававшейся и переведённой на русский и китайский языки и отмечаемой как основополагающий труд по бестиповому λ-исчислению.
В 1980-е годы изучал вопросы автоматического доказательства и взаимосвязи математического доказательства с λ-исчислением и теорией типов (впоследствии концептуализированные как изоморфизм Карри — Ховарда). В 1986 году после перехода в Университет Неймегена организовал группу, занимающуюся вопросами формализации математики, идейно продолжающую работы, которые велись в рамках проекта Automath Николаса де Брёйна. Во второй половине 1980-х изучал типизированные варианты λ-исчисления, с особым вниманием к взаимосвязям между ними; в 1991 году предложил λ-куб — графическую интерпретацию восьми различных типов типизированного λ-исчисления, снискавшую популярность как в среде логиков, так и среди специалистов по основаниям информатики и языкам программирования.
Член редколлегий журналов Information and Computation, Journal of Functional Programming, Journal of Logic and Computation, Logical Methods in Computer Science.

## Награды и сообщества
Член Европейской академии (1992). Академик Нидерландской королевской академии наук (1997).
В 2002 году удостоен ордена Нидерландского льва (рыцарь ордена). В том же году получил Премию Спинозы — крупную премию от нидерландской правительственной Организации научных исследований (нидерл. Nederlandse Organisatie voor Wetenschappelijk Onderzoek).

## Основные публикации
- Henk Barendregt. Combinatory logic and the axiom of choice (англ.) // Indagationes Mathematicae. — 1973. — Vol. 3, no. 76. — P. 203—221.
- Henk Barendregt. A global representation of the recursive functions in the λ-calculus (англ.) // Theoretical Computer Science[англ.]. — 1976. — No. 3.2. — P. 225—242.
- Барендрегт Х. Бестиповое λ-исчисление // Справочная книга по математической логике. / Под редакцией Дж. Барвайса. — М.: Наука, 1983. — Т. 4: Теория доказательств. — С. 278—318.
- Henk Barendregt, Adrian Rezus. Semantics for classical Automath and related systems (англ.) // Information and Control[англ.]. — 1983. — Vol. 59. — P. 127—147.
- Henk Barendregt. Lambda calculi with types (англ.) // S. Abramsky, Dov M. Gabbay, and T.S.E. Maibaum (editors) Handbook of Logic in Computer Science. — Oxford: Oxford University Press, 1992. — Vol. 2: Background: Computational Structures. — P. 117–309. — ISBN 0-19-853761-1. — публикация, где впервые введён λ-куб.